# Shwaas
Shwaas é um filme de drama indiano de 2002 dirigido e escrito por Sandeep Sawant. Foi selecionado como representante da Índia à edição do Oscar 2003, organizada pela Academia de Artes e Ciências Cinematográficas.

## Elenco
- Ashwin Chitale
- Arun Nalawade
- Sandeep Kulkarni
- Amruta Subhash